# Unter Brüdern (1996)
Unter Brüdern (Originaltitel No Way Home) ist ein 1996 von Buddy Giovinazzo nach seiner eigenen Buchvorlage verfilmtes US-amerikanisch-britisches Filmdrama.

## Handlung
Der sensible, geistig etwas zurückgebliebene Joey Larabito wird nach sechsjähriger Haftstrafe wegen Raubmordes aus dem Gefängnis entlassen. Er sucht seinen älteren Bruder Tommy in Staten Island auf, um bei ihm vorübergehend Unterkunft zu finden. Zu seiner Überraschung ist Tommy mittlerweile mit der Partystripperin Lorraine verheiratet, die alles andere als erfreut über ihren neuen Mitbewohner ist. Tommy bestreitet seinen Lebensunterhalt mit Drogengeschäften und riskiert damit, dass Joey gegen Bewährungsauflagen verstößt und wieder ins Gefängnis muss. Im Lauf der nächsten Zeit gewinnt Joey zunehmend Lorraines Vertrauen, da er aufrichtig bemüht ist, im Gegensatz zu Tommy eine legale Arbeit zu finden. Kurzfristig verdient er sich sogar Geld mit Fensterputzen. Tommy hat bei seinem Drogenlieferanten Ralphie Scolero hohe Schulden, die er in Kürze gänzlich zurückzahlen muss. Um schnelles Geld zu machen, beginnt Tommy seinen „Kunden“ Oregano anstatt Marihuana zu verkaufen.
Als Joey Lorraine eines Abends zu einem ihrer Auftritte fährt, bekommt Tommy Besuch von betrogenen Kunden und seinen Lieferanten. Mit einem Revolver gelingt es ihm, sie sich vom Leibe zu halten. Tommy ist jedoch höchst beunruhigt. Als es später an der Tür klopft, erschlägt er den durch die unverschlossene Tür eintretenden nächtlichen Besucher mit seinem Revolver. Es handelt sich um Joeys Bewährungshelfer. Nach der Rückkehr von Joey und Lorraine drängt Tommy sie zur gemeinsamen unverzüglichen Flucht. Joey entdeckt die Leiche seines Bewährungshelfers und sagt wörtlich zu Tommy: „Dieses Mal nehm ich’s nicht auf meine Kappe, das mach ich nicht nochmal“. Lorraine wird klar, dass Joey sechs Jahre unschuldig für ein Verbrechen im Gefängnis saß, das sein Bruder beging. Sie weigert sich mit Tommy zu fliehen und erhält Unterstützung von Joey. Tommy will alleine fliehen, als plötzlich Ralphie und seine Handlanger ins Haus eindringen. Bei der anschließenden blutigen Auseinandersetzung rettet Lorraine Joey das Leben, indem sie einen der Schläger erschießt. Es gelingt ihnen schließlich die Eindringlinge zu überwältigen. In der irrigen Annahme, Joey wäre geflohen, versucht Tommy Lorraine zu überreden, alle Tötungsdelikte Joey in die Schuhe zu schieben. Joey wird jedoch Zeuge dieses Gespräches und reicht Tommy den Revolver. Er fordert Tommy auf, ihn zu erschießen, was dieser aber nicht fertigbringt. Mittlerweile ist die Polizei eingetroffen und hat das Haus umstellt. Joey verlässt mit erhobenen Händen das Haus und ergibt sich. Tommy folgt ihm ebenfalls mit erhobenen Händen, ruft den Polizisten zu, dass alles seine Schuld sei, zieht seinen Revolver und schießt auf die Beamten. Die eröffnen das Feuer auf Tommy und töten ihn. Lorraine wird bei dem Schusswechsel leicht verletzt und ins Krankenhaus eingeliefert.
Nachdem Joeys Unschuld bewiesen ist, begibt er sich zu Lorraines Haus. Ein laufendes Radio signalisiert ihm, dass Lorraine wieder zu Hause ist. Joey dreht sich auf dem Absatz um und entfernt sich, ohne Lorraine wiederzusehen. Er erwirbt eine Fahrkarte und verlässt mit dem Bus Staten Island, einer ungewissen Zukunft entgegen gehend.

## Kritik
„Quasidokumentarischer Low-Budget-Thriller, hinter dessen Blut- und Gewalteffekten eine atmosphärisch dichte, aufmerksam beobachtete Milieu- und Charakterstudie greifbar wird, in der emotionale und geistige Verkrustungen dadurch überwunden werden, daß Menschen zueinander Vertrauen fassen.“

## Drehorte
Der Film entstand in den Stadtteilen Port Richmond, Tottenville, New Brighton, Westerleigh und Mariner’s Harbor von Staten Island (New York), wo Regisseur Buddy Giovinazzo geboren wurde und seine Kindheit verbrachte.